# Trichotettix
Trichotettix är ett släkte av insekter. Trichotettix ingår i familjen vårtbitare.
Kladogram enligt Catalogue of Life:
| Trichotettix | \| \| Trichotettix nuda \| \| \| \| \| \| Trichotettix pilosula \| \| \| \| |
|              | \| \| Trichotettix nuda \| \| \| \| \| \| Trichotettix pilosula \| \| \| \| |
|              | Trichotettix nuda                                                           |
|              |                                                                             |
|              | Trichotettix pilosula                                                       |
|              |                                                                             |